# Call of Duty: Modern Warfare III
Pour le jeu vidéo de 2011, voir Call of Duty: Modern Warfare 3.
Call of Duty: Modern Warfare III est un jeu vidéo de tir à la première personne développé par Sledgehammer Games et publié par Activision, sorti le 10 novembre 2023 sur PlayStation 4, PlayStation 5, Windows, Xbox One et Xbox Series,. Il s'agit du vingtième jeu de la série Call of Duty et du troisième opus de la sous-série Modern Warfare rebootée, faisant office de suite à Modern Warfare II sorti en 2022.
L'équipe de Sledgehammer est contraint au crunch afin de respecter un processus de développement de 18 mois, contre trois années habituelles pour un jeu Call of Duty.
Le jeu est mal accueilli en raison, en partie, des missions de la campagne qui sont jugées médiocres par la presse spécialisée, puisqu'elles donnent la sensation d'être précipitamment assemblées.

## Trame

### Synopsis
Après avoir traqué et éliminé le major Hassan Zyani de la Force Al-Qods, la Task Force 141 apprend que Vladimir Makarov, terroriste ultranationaliste et commandant de la société militaire privée Konni Group, s'est évadé du goulag où il était enfermé. Rapidement, Makarov met en branle son plan visant à convaincre le monde que l'Occident se sert de la Force de Libération de l'Urzikistan de Farah Karim pour attaquer clandestinement la Russie, et ainsi justifier une nouvelle invasion de ce pays par les forces russes et une guerre entre Moscou et Washington. Mais quand Makarov lance une attaque chimique contre son propre pays pour ensuite faire accuser l'Ouest et l'Urzikstan, la Task Force 141 est obligée de s'allier à nouveau au Général Herschel Shepherd et au commandant Philip Graves de la Shadow Company, d'anciens alliés qui s'étaient retournés contre eux, afin d'avoir une chance de mettre leur ennemi commun en échec définitivement…

### Personnages
La campagne de Modern Warfare III se déroule après les événements de Modern Warfare II et ses saisons ultérieures. Elle met en vedette l'apparition du terroriste ultranationaliste Vladimir Makarov (Julian Kostov), qui est dévoilé à la fin du précédent opus,. Les membres de la Task Force 141 (TF141), un groupe d'intervention d'élite, sont les protagonistes centraux, comprenant : le capitaine SAS John Price (Barry Sloane), le lieutenant Simon « Ghost » Riley (Samuel Roukin), le sergent Kyle « Gaz » Garrick (Elliot Knight) et le sergent John « Soap » MacTavish (Neil Ellice). La Task Force 141 reçoit l'aide de plusieurs alliés : la cheffe de la station de CIA, Kate Laswell (Rya Kihlstedt) et le commandant de la Force de libération de l'Urzikstan, Farah Karim (Claudia Doumit). Les joueurs incarnent des membres de TF141 ainsi que des membres de la société militaire privée de Makarov, Konni Group. 

## Système de jeu
Modern Warfare III propose un gameplay similaire à Modern Warfare II et à d'autres jeux de la série Call of Duty. Les mécanismes de jeu dans Modern Warfare III incluent le retour du « slide cancel ». Selon Activision, en plus des missions linéaires, la campagne du jeu comporta des « missions de combat ouvertes », permettant au joueur de choisir librement comment il souhaite aborder les objectifs.
En multijoueur, les seize cartes de Call of Duty: Modern Warfare 2 (sorti en 2009) sont disponibles au lancement, la possibilité de voter pour la carte suivante est réintroduite et la santé des joueurs est augmentée pour un « temps de mise à mort » plus long. La mini-carte avec les « points rouge » qui était absente dans Modern Warfare (sorti en 2019) et Modern Warfare II est également de retour, ce qui permet aux joueurs de voir les ennemis sur leur radar lorsque ceux-ci tirent avec une arme sans suppresseur. Les modes de jeu classiques tels que Elimination Confirmé et Point Stratégique reviennent à côté d'un nouveau mode de jeu intitulé « Cutthroat », dans lequel trois équipes de trois joueurs s'affrontent. De plus, le mode Guerre Terrestre revient également avec des cartes dédiées, ainsi que le mode Guerre, vu pour la dernière fois dans Call of Duty: WWII (sorti en 2017). La publication de douze nouvelles cartes multi-joueurs sont confirmées après le lancement.
Un mode Zombies joueur contre l'environnement (PvE) en monde ouvert, développé par Treyarch en collaboration avec Sledgehammer Games, est également inclus dans le jeu. Les joueurs peuvent faire équipe avec d’autres joueurs et équipes sur « la plus grande carte Call of Duty Zombies jamais créée ». Les nouvelles mécaniques sont combinées avec les anciennes mécaniques des précédents titres Zombies.
Ce mode Zombies propose une nouvelle itération de l'histoire de Dark Aether, avec des liens narratifs avec Call of Duty: Black Ops Cold War et Call of Duty: Vanguard, ainsi qu'avec les derniers reboots de la série Modern Warfare.

## Développement
Modern Warfare III est développé par Sledgehammer Games et utilise une version remaniée du moteur IW Engine. 
Les commentaires sur l'existence du jeu ont commencé à faire surface en février 2023, lorsque Bloomberg annonce que la prochaine sortie de la série Call of Duty serait une continuation de la sous-série rebootée Modern Warfare. Selon le rapport, Activision prévoit de livrer un pack d'extension pour Modern Warfare II fin 2023, confiant à Sledgehammer la direction de la production du projet. L'extension était destinée à présenter une nouvelle campagne solo qui poursuivrait l'histoire de Modern Warfare II, ainsi qu'un nouveau contenu pour le composant multijoueur du jeu. Le scénario initial de la campagne, intitulée Jupiter, devait prendre place au Mexique. 
Cependant, au cours du développement du projet, Activision choisi de changer de direction, transformant l'extension en un titre Call of Duty à part entière. Par ailleurs, Microsoft annonce le rachat d'Activision en janvier 2022. La fusion des deux entités prend effet en octobre 2023. De ce fait, Modern Warfare III est le premier projet depuis l'acquisition d'Activision par Microsoft. Le développement du jeu est réduit à 18 mois alors que les précédents opus ont bénéficié d'un processus de trois ans afin de combler un vide dans le calendrier des sorties. L'équipe de développement de Sledgehammer est contraint de subir une intensification du rythme de travail pour respecter les délais imposés par la direction. Peu avant la sortie du jeu, Bloomberg rapporte que les développeurs se sont sentis trahis par l'accélération du développement, contraints de travailler de longues heures supplémentaires, incluant la nuit et les week-ends, alors que l'équipe avait eu la promesse de ne pas subir de crunch après leur précédent jeu Call of Duty: Vanguard. 
Treyarch, un autre développeur de Call of Duty, est engagé pour développer un mode Zombies pour le nouveau titre, le tout premier exemple de ce type dans la sous-série Modern Warfare. 
En juillet 2023, Activision confirme que les opérateurs, armes et objets cosmétiques de Modern Warfare II sont conservés dans le titre 2023, à la suite d'une fuite suggérant que ledit titre s'appellerait Modern Warfare III. À la suite de la confirmation du titre du jeu, un article de blog officiel est publié, dressant les détails du jeu.

## Marketing
Le 7 août 2023, une bande-annonce est publiée, confirmant le titre. Début août 2023, Activision met en place un numéro de téléphone qui est partagé via les réseaux sociaux. Ce numéro, à la suite de l'accord sous conditions des participants, commence à envoyer des messages anonymes, tels que « nous avons besoin de quelqu'un comme vous, avec une expérience à Al Mazrah ». Par ailleurs, ce numéro donnait des réponses inhabituelles lorsqu'il lui était envoyé le mot « zombies » ou les noms de cartes multijoueurs de Call of Duty: Modern Warfare 2 (par exemple, Rust). Le 17 août 2023, une révélation complète a lieu lors d'un événement Call of Duty: Warzone 2.0 qui s'est terminée par une bande-annonce. Les précommandes sont également ouvertes, les joueurs pouvant jouer à la campagne jusqu'à une semaine plus tôt, ainsi qu'avoir accès à de nouvelles apparences d'opérateurs et à une version bêta ouverte pour le mode multijoueur.
Finalement, Modern Warfare III est sorti le 10 novembre 2023 sur PlayStation 4, PlayStation 5, Windows, Xbox One et Xbox Series,.

## Accueil

### Critiques
Modern Warfare III est largement décrié tant par les joueurs que par les médias spécialisés, comme l'atteste OpenCritic qui établit un score global de 58 % d'avis positif, sur la base de 66 notes de test, toutes versions confondues. À ce titre, la réception critique du jeu est moins bonne que l'opus précédent.
L'une des principales raisons est la sensation d'une campagne assemblée à la va-vite. Pour Kotaku, la campagne est « en grande partie nulle ». D'après Jeuxvideo.com, le jeu propose une campagne robuste mais qui n'étonne pas. Dans un autre test du site, le journaliste estime que « la campagne semble expéditive ». De plus, Destructoid estime que les missions « sont décevantes, car les joueurs peuvent les terminer en trois à cinq heures, ce qui est beaucoup plus court que dans les jeux précédents ». Gameblog confirme que le solo est « très vite expédiée […] et surtout très inégale ». Dans son test, Game Informer déplore que la campagne « se précipite vers une conclusion sans se soucier des détails ». Finalement, selon IGN, elle est « peut-être la pire campagne solo Call of Duty ».
Plusieurs sites spécialisés voient Modern Warfare III moins comme un véritable jeu à part entière que comme une extension déguisée de Modern Warfare II,,, malgré les propos d'Activision.

### Ventes
Selon les données de Circana (de), groupe d'analyste de jeux vidéo, Modern Warfare III effectue le meilleur démarrage du mois de novembre sur le marché américain.